# 高村乡 (阳曲县)
高村乡，是中华人民共和国山西省太原市阳曲县下辖的一个乡镇级行政单位。

## 行政区划
高村乡下辖以下地区：
高村、辛庄村、王文岭村、北白村、南白村、西兴庄村、河庄村、北社村、西南窊村和马坡村。